# Lars Östbergh
Lars Östbergh, född 13 juni 1953 i Örnsköldsvik, är en svensk scenograf och ljusdesigner.

## Biografi
Lars Östbergh  började karriären på Norrlandsoperan, där han gjort scenografin till ett trettiotal uppsättningar. Han är knuten till Kulturhuset Stadsteatern som chefsscenograf. Han har verkat vid bland andra Nationaltheatret och Det norske teatret i Oslo, Den Nationale Scene i Bergen, Finlands nationalopera i Helsingfors och Teatro dell'Opera i Rom. Till Göteborgsoperans invigning 1994 gjorde han scenografi och ljus till Aniara. För det nya operahuset Operaen på Holmen i Köpenhamn gjorde han scenografin till Simon Boccanegra.
Han är gift med kostymdesigner Annsofi Nyberg med vilken han har två döttrar.

## Teater

### Scenografi och ljus
| År   | Produktion                                                           | Upphovsmän | Regi                       | Teater                                      | Noter                           |
| ---- | -------------------------------------------------------------------- | --- | -------------------------- | ------------------------------------------- | ------------------------------- |
| 1985 | Och sinne för humor A Sense of Humor                                 | Ernest Thompson Översättning Klas Östergren                                                                   | Kåre Santesson             | Stockholms stadsteater                      |                                 |
| 1989 | Sweeney Todd                                                         | Stephen Sondheim och Hugh Wheeler Översättning Stig Tysklind                                                  | Staffan Aspegren           | Stora Teatern, Göteborg                     |                                 |
| 1992 | Det susar i säven The Wind in the Willows                            | Kenneth Grahame Bearbetning Göran O Eriksson och Allan Svensson                                               | Allan Svensson             | Stockholms stadsteater                      |                                 |
| 1993 | Drömfrossaren Das Traumfresserchen                                   | Wilfried Hiller Översättning Lasse Zilliacus                                                                  | Staffan Aspegren           | Kungliga Operan                             |                                 |
| 1994 | Aniara                                                               | Karl-Birger Blomdahl och Erik Lindegren                                                                       | Marie Feldtmann            | Göteborgsoperan                             | Ljus tillsammans med Ulf Liberg |
| 1995 | Cabaret                                                              | John Kander, Fred Ebb och Joe Masteroff                                                                       | Gunilla Berg               | Göteborgs stadsteater                       |                                 |
| 1995 | Merlin, Djävulens son Merlin oder das wüste Land                     | Tankred Dorst Översättning Bengt Anderberg                                                                    | Ronny Danielsson           | Stockholms stadsteater                      |                                 |
| 1996 | Tosca                                                                | Giacomo Puccini, Luigi Illica och Giuseppe Giacosa                                                            | Staffan Aspegren           | Göteborgsoperan                             |                                 |
| 1997 | Werther                                                              | Jules Massenet, Edouard Blau, Paul Milliet och Georges Hartmann                                               | Ann-Margret Pettersson     | Kungliga Operan                             | Endast scenografi               |
| 1999 | Capriccio                                                            | Richard Strauss och Clemens Krauss                                                                            | Wilhelm Carlsson           | Kungliga Operan                             | Endast scenografi               |
| 1999 | Cyrano de Bergerac                                                   | Edmond Rostand                                                                                                | Ronny Danielsson           | Dramaten                                    |                                 |
| 1999 | West Side Story                                                      | Leonard Bernstein, Stephen Sondheim och Arthur Laurents Översättning Erik Fägerborn                           | Staffan Aspegren           | Göteborgsoperan                             |                                 |
| 1999 | Hair                                                                 | James Rado, Gerome Ragni och Galt MacDermot Översättning Maria Blom, Ulricha Johnson och Bengt Ohlsson        | Ronny Danielsson           | Parkteatern                                 |                                 |
| 1999 | Den europeiska kritcirkeln Der kaukasische Kreidekreis               | Bertolt Brecht Översättning Johannes Edfelt och Brita Edfelt                                                  | Jasenko Selimović          | Göteborgs stadsteater                       | Endast scenografi               |
| 1999 | Elisabeth                                                            | Michael Kunze och Sylvester Levay                                                                             | Ronny Danielsson           | Wermland Opera                              |                                 |
| 2000 | Five guys named Moe                                                  | Clarke Peters och Louis Jordan Översättning Ulricha Johnson                                                   | Ronny Danielsson           | Parkteatern                                 |                                 |
| 2000 | Muntra fruarna i Windsor The Merry Wives of Windsor                  | William Shakespeare Översättning Per Lysander                                                                 | Ronny Danielsson           | Stockholms stadsteater                      |                                 |
| 2000 | Henrik IV Henry IV                                                   | William Shakespeare                                                                                           | Ronny Danielsson           | Stockholms stadsteater                      |                                 |
| 2000 | Dom                                                                  | Mattias Andersson                                                                                             | Jasenko Selimović          | Göteborgs stadsteater                       |                                 |
| 2001 | Evita                                                                | Andrew Lloyd Webber och Tim Rice Översättning Py Bäckman                                                      | Ronny Danielsson           | Göteborgsoperan                             |                                 |
| 2001 | Macbeth²                                                             | Jan Sandström och K.G. Johansson                                                                              | Staffan Aspegren           | Göteborgsoperan                             | Endast scenografi               |
| 2001 | Bohème                                                               | Giacomo Puccini, Giuseppe Giacosa och Luigi Illica                                                            | Wilhelm Carlsson           | Kungliga Operan                             |                                 |
| 2001 | En midsommarnattsdröm A Midsummer Night's Dream                      | William Shakespeare Översättning Göran O Eriksson                                                             | Ronny Danielsson           | teater.nu                                   |                                 |
| 2002 | GG – En musikal om Greta och Gilbert Hollywood – ritratto di un divo | Gianni Togni och Guido Morra Översättning Elvira Barsotti                                                     | Ronny Danielsson           | Stockholms stadsteater                      |                                 |
| 2002 | Mozart!                                                              | Michael Kunze och Sylvester Levay                                                                             | Ronny Danielsson           | Wermland Opera                              |                                 |
| 2002 | Köket The Kitchen                                                    | Arnold Wesker Översättning Göran O Eriksson                                                                   | Linus Tunström             | Göteborgs stadsteater                       |                                 |
| 2003 | Ariadne på Naxos Ariadne auf Naxos                                   | Richard Strauss och Hugo von Hofmannsthal                                                                     | Wilhelm Carlsson           | Malmö Opera                                 | Endast scenografi               |
| 2003 | Antigone Αντιγόνη, Antigone                                          | Sofokles | Jasenko Selimović          | Dramaten                                    | Endast scenografi               |
| 2003 | Som ni vill ha det As You Like It                                    | William Shakespeare                                                                                           | Ronny Danielsson           | teater.nu                                   | Endast scenografi               |
| 2003 | Tosca                                                                | Giacomo Puccini, Luigi Illica och Giuseppe Giacosa Översättning Mira Bartov                                   | Jasenko Selimović          | Folkoperan                                  | Endast scenografi               |
| 2003 | Fångarnas dilemma The Prisoner's Dilemma                             | David Edgar Översättning Per Lysander                                                                         | Jasenko Selimović          | Göteborgs stadsteater                       | Endast scenografi               |
| 2004 | Demokrati Democracy                                                  | Michael Frayn Översättning Johan Huldt                                                                        | Ragnar Lyth                | Stockholms stadsteater                      |                                 |
| 2005 | Hud mot hud                                                          | Eva Massiri                                                                                                   | Malin Stenberg             | Stockholms stadsteater                      |                                 |
| 2005 | Måsen Чайка                                                          | Anton Tjechov Översättning Lars Kleberg                                                                       | Carolina Frände            | Göteborgs stadsteater                       |                                 |
| 2005 | Tartuffe/Bedragaren Tartuffe, ou l'Imposteur                         | Molière Översättning Hans Alfredson                                                                           | Ragnar Lyth                | Malmö Stadsteater                           | Endast scenografi               |
| 2005 | Manon Lescaut                                                        | Giacomo Puccini, Marco Praga, Domenico Oliva, Luigi Illica, Giuseppe Giacosa och Giulio Ricordi               | Knut Hendriksen            | Kungliga Operan                             | Endast scenografi               |
| 2006 | I rosens namn Il nome della rosa                                     | Umberto Eco Dramatisering Erik Norberg                                                                        | Jasenko Selimović          | Göteborgs stadsteater                       | Endast scenografi               |
| 2006 | Hustruskolan L'école des femmes                                      | Molière Översättning Lars Forssell                                                                            | Philip Zandén              | Stockholms stadsteater                      | Endast scenografi               |
| 2006 | Jekyll & Hyde                                                        | Frank Wildhorn och Leslie Bricusse                                                                            | Ronny Danielsson           | Wermland Opera                              |                                 |
| 2006 | När Harry mötte Sally When Harry Met Sally                           | Nora Ephron Översättning Christina Herrström                                                                  | Emma Bucht                 | Stockholms stadsteater                      | Endast scenografi               |
| 2007 | Skuggfåglarna The Trestle at Pope Lick Creek                         | Naomi Wallace Översättning Pamela Jaskoviak                                                                   | Kajsa Isakson              | Stockholms stadsteater                      | Endast scenografi               |
| 2007 | Toten Insel                                                          | August Strindberg                                                                                             | Wilhelm Carlsson           | Strindbergs Intima Teater                   | Endast scenografi               |
| 2007 | Smutsiga händer Les Mains sales                                      | Jean-Paul Sartre Översättning Eyvind Johnson                                                                  | Ragnar Lyth                | Stockholms stadsteater                      | Endast scenografi               |
| 2007 | Zarah                                                                | Anders Nilsson och Claes Fellbom                                                                              | Claes Fellbom              | Folkoperan                                  | Endast scenografi               |
| 2007 | Figaros bröllop La Folle Journée, ou Le Mariage de Figaro            | Pierre de Beaumarchais Översättning Allan Bergstrand                                                          | Philip Zandén              | Stockholms stadsteater                      | Endast scenografi               |
| 2007 | Spöksonaten                                                          | August Strindberg                                                                                             | Richard Turpin             | Strindbergs Intima Teater                   | Endast scenografi               |
| 2007 | Mitt namn är Rachel Corrie My Name Is Rachel Corrie                  | Alan Rickman och Katharine Viner Översättning Pamela Jaskoviak                                                | Nina Wester                | Stockholms stadsteater                      | Scenografi och kostym           |
| 2008 | Petra von Kants bittra tårar Die bitteren Tränen der Petra von Kant  | Rainer Werner Fassbinder Översättning Lars Bjurman                                                            | Hugo Hansén                | Stockholms stadsteater                      |                                 |
| 2008 | Friskytten Der Freischütz                                            | Carl Maria von Weber och Friedrich Kind Översättning Lucas Svensson och Tina Schlenker                        | Linus Fellbom              | Folkoperan                                  | Endast scenografi               |
| 2008 | Poet and Prophetess                                                  | Mats Larsson Gothe                                                                                            | Matthew Richardson         | Norrlandsoperan/ Cape Town Opera, Kapstaden |                                 |
| 2008 | Jacques Brel is alive and well and living in Paris                   | Jacques Brel, Eric Blau och Mort Shuman Översättning Lars Sjöberg                                             | Kajsa Giertz               | Parkteatern                                 | Endast scenografi               |
| 2008 | Det går an                                                           | Carl Jonas Love Almqvist                                                                                      | Philip Zandén              | Parkteatern                                 | Endast scenografi               |
| 2008 | Kvinnornas hämnd Kvindernes Hævn                                     | Vivian Nielsen Översättning Iwa Boman                                                                         | Ronny Danielsson           | Stockholms stadsteater                      | Endast scenografi               |
| 2008 | Jesus Christ Superstar                                               | Andrew Lloyd Webber och Tim Rice Översättning Ola Salo                                                        | Ronny Danielsson           | Malmö Opera                                 | Endast scenografi               |
| 2008 | Charlotte Löwensköld                                                 | Selma Lagerlöf                                                                                                | Elisabeth Frick            | Stockholms stadsteater                      | Endast scenografi               |
| 2009 | Nu mår jag mycket bättre                                             | Kristina Lugn                                                                                                 | Hugo Hansén                | Stockholms stadsteater                      |                                 |
| 2009 | Sista dansen                                                         | Carin Mannheimer                                                                                              | Malin Stenberg             | Stockholms stadsteater                      | Endast scenografi               |
| 2009 | Måsen Чайка, Chaika                                                  | Anton Tjechov Översättning Jan Håkanson                                                                       | Jan Håkanson               | Stockholms stadsteater                      | Endast scenografi               |
| 2010 | Mefisto – En karriär Mephisto: Roman einer Karriere                  | Klaus Mann Översättning Roland Adlerberth                                                                     | Ragnar Lyth                | Stockholms stadsteater                      | Endast scenografi               |
| 2010 | Läderlappen Die Fledermaus                                           | Johann Strauss den yngre, Karl Haffner och Richard Genée Översättning Caj Lundgren och Ann-Margret Pettersson | Ann-Margret Pettersson     | Kungliga Operan                             | Endast scenografi               |
| 2010 | Rött och grönt Rødt og grønt                                         | Astrid Saalbach Översättning Per Lysander och Sofi Meijling                                                   | Hugo Hansén                | Stockholms stadsteater                      |                                 |
| 2010 | Sista sommaren On Golden Pond                                        | Ernest Thompson Översättning Björn Gustafson                                                                  | Hugo Hansén                | Stockholms stadsteater                      | Endast scenografi               |
| 2010 | Rut och Ragnar                                                       | Kristina Lugn                                                                                                 | Jan-Olof Strandberg        | Stockholms stadsteater                      | Endast scenografi               |
| 2010 | Jekyll & Hyde                                                        | Frank Wildhorn och Leslie Bricusse Översättning Calle Norlén och Myrra Malmberg                               | Ronny Danielsson           | Malmö Opera                                 | Endast scenografi               |
| 2010 | Petra von Kants bittra tårar Die bitteren Tränen der Petra von Kant  | Rainer Werner Fassbinder Översättning Lars Bjurman                                                            | Hugo Hansén                | Stockholms stadsteater                      |                                 |
| 2010 | Maria Callas – Obesvarat liv                                         | Lucas Svensson                                                                                                | Linus Fellbom              | Stockholms stadsteater                      | Endast scenografi               |
| 2011 | Hair                                                                 | Gerome Ragni, James Rado och Galt MacDermot Översättning Rikard Bergqvist                                     | Ronny Danielsson           | Stockholms stadsteater                      |                                 |
| 2011 | Don Pasquale                                                         | Gaetano Donizetti och Giovanni Ruffini Översättning Sven Hugo Persson                                         | Philip Zandén              | Kungliga Operan                             | Endast scenografi               |
| 2011 | Leka med elden                                                       | August Strindberg                                                                                             | Sofia Jupither             | Stockholms stadsteater                      | Endast scenografi               |
| 2011 | Dödsdansen                                                           | August Strindberg                                                                                             | Ragnar Lyth                | Stockholms stadsteater                      | Endast scenografi               |
| 2011 | Persona                                                              | Ingmar Bergman                                                                                                | Hugo Hansén                | Stockholms stadsteater                      | Endast scenografi               |
| 2012 | Spökhotellet L'Hôtel du libre-échange                                | Georges Feydeau Översättning Nils Gredeby                                                                     | Philip Zandén              | Stockholms stadsteater                      | Endast scenografi               |
| 2012 | Next to normal                                                       | Brian Yorkey och Tom Kitt Översättning Calle Norlén                                                           | Lisa Ohlin                 | Stockholms stadsteater                      | Endast scenografi               |
| 2012 | Markurells                                                           | Hjalmar Bergman                                                                                               | Philip Zandén              | Stockholms stadsteater                      | Endast scenografi               |
| 2012 | Peter Pan och Wendy Peter Pan                                        | J.M. Barrie Bearbetning Anders Duus                                                                           | Pia Johansson              | Stockholms stadsteater                      | Endast scenografi               |
| 2013 | West Side Story                                                      | Leonard Bernstein, Stephen Sondheim och Arthur Laurents Översättning Rikard Bergqvist                         | Ronny Danielsson           | Stockholms stadsteater                      | Endast scenografi               |
| 2013 | Sound of Mark                                                        | Mark Levengood                                                                                                | Pia Johansson              | Kulturhuset Stadsteatern                    |                                 |
| 2013 | 3.31.93                                                              | Lars Norén | Sofia Jupither             | Kulturhuset Stadsteatern                    | Endast scenografi               |
| 2013 | Marias testamente The Testament of Mary                              | Colm Tóibín Översättning Erik Andersson                                                                       | Hugo Hansén                | Kulturhuset Stadsteatern                    |                                 |
| 2013 | Felicia försvann                                                     | Felicia Feldt                                                                                                 | Gunilla Röör               | Kulturhuset Stadsteatern                    | Endast scenografi               |
| 2014 | Intensiven                                                           | Mia Törnqvist                                                                                                 | Mia Törnqvist              | Kulturhuset Stadsteatern                    | Endast scenografi               |
| 2014 | Sarah Bernhardt Memoir                                               | John Murrell Översättning Claire Wikholm och Ingemar Karlsson                                                 | Philip Zandén              | Kulturhuset Stadsteatern                    | Endast scenografi               |
| 2014 | Höstsonaten                                                          | Ingmar Bergman                                                                                                | Åsa Melldahl               | Kulturhuset Stadsteatern                    | Endast scenografi               |
| 2014 | Den lycklige prinsen The happy prince                                | Oscar Wilde Översättning Lotta Harding                                                                        | Pia Johansson              | Kulturhuset Stadsteatern                    |                                 |
| 2014 | Diplomati Diplomatie                                                 | Cyril Gély Översättning Lars Lind                                                                             | Philip Zandén              | Kulturhuset Stadsteatern                    | Endast scenografi               |
| 2014 | Othello                                                              | William Shakespeare Översättning Lars och Mats Huldén                                                         | Ole Anders Tandberg        | Kulturhuset Stadsteatern                    | Endast scenografi               |
| 2015 | Kvartett Quartet                                                     | Heiner Müller Översättning Lars Bjurman                                                                       | Sofia Jupither             | Kulturhuset Stadsteatern                    | Endast scenografi               |
| 2015 | Metropolis                                                           | Thea von Harbou Översättning Sam J. Lundwall                                                                  | Malin Stenberg             | Kulturhuset Stadsteatern                    | Endast scenografi               |
| 2015 | Cabaret                                                              | John Kander, Fred Ebb och Joe Masteroff Översättning Rikard Bergqvist                                         | Ronny Danielsson           | Kulturhuset Stadsteatern                    | Endast scenografi               |
| 2015 | Samtal före döden Samtale før døden                                  | Adam Price Översättning Frederik Sjögren                                                                      | Ragnar Lyth                | Kulturhuset Stadsteatern                    | Endast scenografi               |
| 2015 | Vingklippt Grounded                                                  | George Brant Översättning Carl Kjellgren                                                                      | Carl Kjellgren             | Kulturhuset Stadsteatern                    | Endast scenografi               |
| 2016 | April i anhörigsverige                                               | Susanna Alakoski                                                                                              | Monica Wilderoth           | Kulturhuset Stadsteatern                    | Endast scenografi               |
| 2016 | Fadren                                                               | August Strindberg                                                                                             | Mellika Melouani Melani    | Kulturhuset Stadsteatern                    | Endast scenografi               |
| 2016 | Donna Juanita                                                        | Johanna Garpe och Erik Norberg                                                                                | Johanna Garpe              | Kulturhuset Stadsteatern                    | Endast scenografi               |
| 2016 | Nattorienterarna                                                     | Kristina Lugn                                                                                                 | Eva Dahlman (skådespelare) | Kulturhuset Stadsteatern                    | Endast scenografi               |
| 2016 | Lite längtan, helt enkelt                                            | Karin Thunberg                                                                                                | Hugo Hansén                | Kulturhuset Stadsteatern                    |                                 |
| 2017 | Bortförd vid midnatt Taken at Midnight                               | Mark Hayhurst Översättning Eva Ström                                                                          | Philip Zandén              | Kulturhuset Stadsteatern                    | Endast scenografi               |
| 2017 | Lite lugn före stormen Ein bisschen Ruhe vor dem Sturm               | Theresia Walser Översättning Magnus Lindman                                                                   | Dennis Sandin              | Kulturhuset Stadsteatern                    | Scenografi, kostym, ljus        |
| 2017 | Jeanne d'Arc                                                         | Sisela Lindblom                                                                                               | Malin Stenberg             | Backa teater                                | Endast scenografi               |
| 2017 | Skillnadernas Stockholm                                              | Ellen Lamm och Eric Ericson                                                                                   | Ellen Lamm                 | Kulturhuset Stadsteatern                    | Scenografi, kostym, ljus        |
| 2017 | Sanningen La Vérité                                                  | Florian Zeller Översättning Magdalena Sørensen                                                                | Helena Bergström           | Kulturhuset Stadsteatern                    | Endast scenografi               |
| 2017 | Because I'm worth it                                                 | Martin Luuk                                                                                                   | Fredrik Benke Rydman       | Kulturhuset Stadsteatern                    | Endast scenografi               |
| 2017 | Frontens gryningsfärg                                                | Mustafa Can                                                                                                   | Astrid Tobieson Menasanch  | Kulturhuset Stadsteatern                    |                                 |
| 2018 | Heisenberg                                                           | Simon Stephens Översättning Lucia Cajchanova                                                                  | Tereza Andersson           | Scalateatern                                |                                 |
| 2018 | Onåd Disgraced                                                       | Ayad Akhtar                                                                                                   | Dritëro Kasapi             | Kulturhuset Stadsteatern                    | Endast scenografi               |
| 2018 | Så som i himmelen                                                    | Fredrik Kempe, Kay Pollak och Carin Pollak                                                                    | Markus Virta               | Oscarsteatern                               | Endast scenografi               |
| 2018 | Ett dockhem 2 A Doll's House, Part 2                                 | Lucas Hnath Översättning Molle Kanmert Sjölander                                                              | Philip Zandén              | Kulturhuset Stadsteatern                    | Endast scenografi               |
| 2018 | Shakespeare in Love                                                  | Marc Norman och Tom Stoppard Översättning Calle Norlén                                                        | Ronny Danielsson           | Kulturhuset Stadsteatern                    | Endast scenografi               |
| 2019 | Spelman på taket Fiddler on the Roof                                 | Jerry Bock, Sheldon Harnick och Joseph Stein                                                                  | Ronny Danielsson           | Kulturhuset Stadsteatern/ Dansens hus       | Endast scenografi               |
| 2019 | Barnen The Children                                                  | Lucy Kirkwood Översättning Niclas Nilsson                                                                     | Stefan Metz                | Kulturhuset Stadsteatern/ Teater Giljotin   | Endast scenografi               |
| 2019 | Tiggarna                                                             | Mia Törnqvist                                                                                                 | Annika Hallin              | Kulturhuset Stadsteatern/ Teater Giljotin   |                                 |
| 2020 | Det stora teaterkalaset                                              | Calle Norlén                                                                                                  | Sissela Kyle               | Kulturhuset Stadsteatern                    | Endast scenografi               |
| 2022 | Jesus Christ Superstar                                               | Andrew Lloyd Webber och Tim Rice                                                                              | Fredrik Rydman             | Turné                                       | Endast scenografi               |
| 2022 | Bara Astrid                                                          | Irena Kraus                                                                                                   | Malin Stenberg             | Kulturhuset Stadsteatern                    | Endast scenografi               |

## Utmärkelser
- H. M. Konungens medalj i guld av 8:e storleken (Kon:sGM8, 2020) för framstående insatser inom svensk teaterkonst[15]